# Sisoes Veliký
Svatý Sisoes Veliký († 429) byl egyptský křesťanský mnich a poustevník. Katolická i pravoslavná církev jej spolu se starobylými východním církvemi uctívá jako světce.

## Život

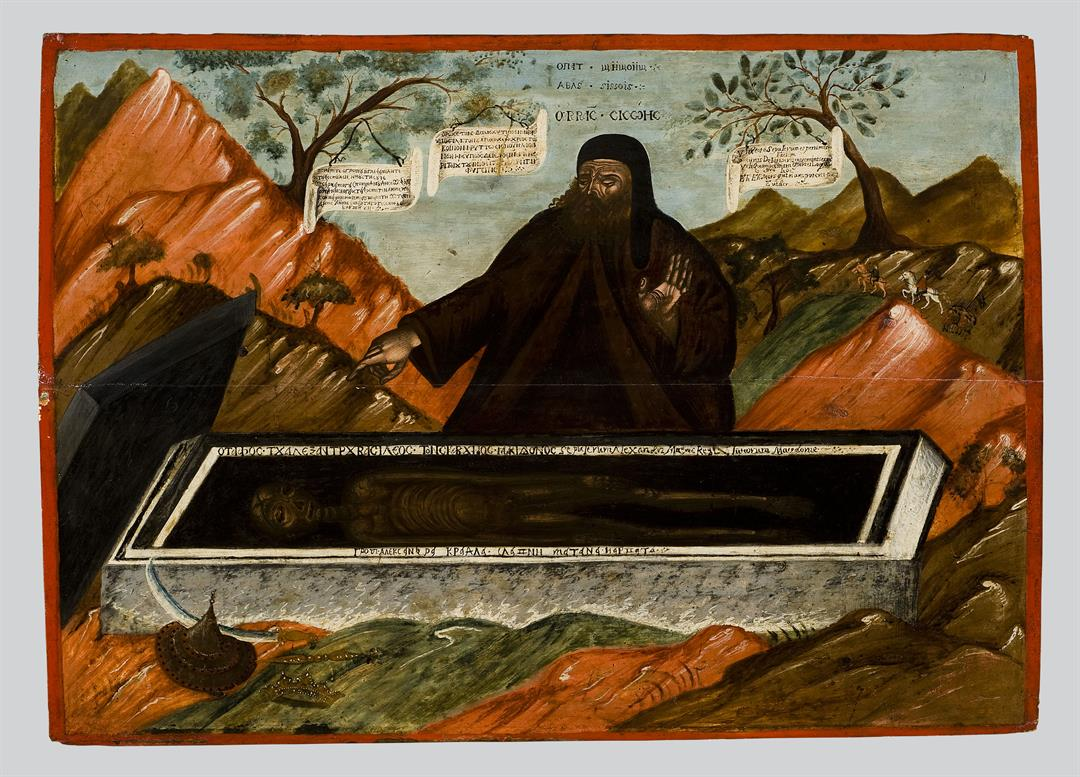
Sv. Sisoes Veliký, modlící se u hrobu svého učitele sv. Antonína Velikého

Narodil se v 4. století v Egyptě a stal se mnichem. Jeho duchovním učitelem byl sv. Antonín Veliký. Po jeho smrti odešel do vádí Natrun, kde prožil zbytek svého života. Zdokonaloval se zde ve svých ctnostech, pro které byl zvláště na konci svého života velmi oblíbený. Bůh ho obdařil schopností uzdravovat nemocné a pomáhal mu při vyhánění zlých duchů. Lidé k němu často přicházeli pro radu, či duchovní útěchu.

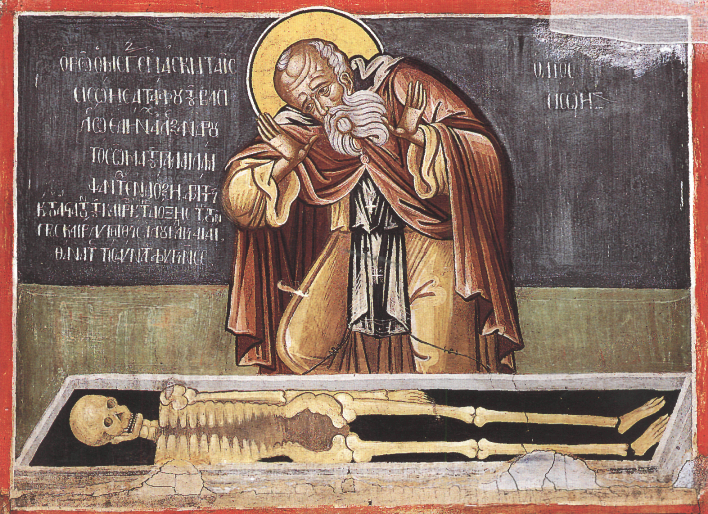
Sv. Sisoes Veliký, modlící se u hrobu svého učitele sv. Antonína Velikého

Zemřel v pověsti svatosti obklopen svými žáky roku 429. Dožil se velmi vysokého věku.

## Úcta
Jako světce jej uctívá katolická církev, pravoslavná církev a starobylé východní církve (např. koptská pravoslavná, nebo arménská apoštolská). Jeho památka je připomínána 6. července Je převážně zobrazován jako starší muž s plnovousem, oděný do mnišského oděvu, modlíc se u hrobu vládce Alexandra Velikého a rozmýšlí nad tím, co člověk po smrti má (pouze duši, vše ostatní zůstává na zemi). Někdy také drží v ruce kříž.